# Kapron Lewis-Moore
Kapron Lewis-Moore (Weatherford, 24 gennaio 1990) è un giocatore di football americano statunitense che gioca nel ruolo di defensive end per i Baltimore Ravens della National Football League (NFL). Fu scelto nel corso del sesto giro (200º assoluto) del Draft NFL 2013 dai Ravens. Al college ha giocato a football all’Università di Notre Dame.

## Carriera professionistica

### Baltimore Ravens
Lewis-Moore fu scelto nel corso del sesto giro del Draft 2013 dai Baltimore Ravens. Dopo non essere mai sceso in campo nelle sue due prime stagioni, debuttò come professionista nel primo turno del 2015 contro i Denver Broncos, mettendo a segno due tackle.

## Statistiche
| Partite totali      | 5 |
| Partite da titolare | 0 |
| Tackle              | 3 |
| Sack                | 0 |
| Intercetti          | 0 |

Statistiche aggiornate alla stagione 2015